# Dexter Lumis
Samuel Shaw (* 17. Januar 1984 in Jacksonville, Florida) ist ein amerikanischer Wrestler. Er steht zurzeit bei der WWE unter Vertrag und tritt regelmäßig in deren Show SmackDown auf.

## Wrestling-Karriere

### Erste Anfänge (2007–2010)
Nach dem Training mit Curtis Hughes an der WWA4 Wrestling School gab Shaw am 21. September 2007 sein professionelles Wrestling-Debüt beim World League Wrestling. Am 21. August 2010 trat er beim Victory Pro Wrestling in einem Match für die VPW New York State Championship gegen VSK an. Shaw war auch Teil eines Gold Rush Rumble. Er verlor jedoch beide Kämpfe.

### Free Agent (2010–2012)
Am 18. April 2009 debütierte Shaw für Vintage Wrestling und besiegte Nooie Lee. Etwas mehr als einen Monat später, am 30. Mai, besiegte Shaw Glacier und wurde der erste Vintage Heavyweight Champion. Shaw verlor den Titel am 2. Februar 2011 an Thomas Marr. Am 17. April gewann er den Titel zurück. Diesen verlor er dann wieder am 11. September an Jesse Neal. Am 14. Mai gewann Shaw seine dritte Vintage Heavyweight Championship, indem er Aaron Epic besiegte. Er verlor die Vintage Heavyweight Championship am 6. Juni 2012 an Francisco Ciatso.
Am 8. August 2011, in seinem Debüt-Match für Florida Underground Wrestling, trat er in einem Triple Threat Match gegen Romeo Razel und Sideshow an.

### Total Nonstop Action Wrestling (2010–2015)
Shaws erster Auftritt für Total Nonstop Action Wrestling, war am 8. August 2010 in Hardcore Justice, als Lupus Shaw Tommy Dreamer in seinem Match gegen Raven angriff, bevor er von Spezialschiedsrichter Mick Foley mit der Mandible Claw angegriffen wurde.
Im Jahr 2012 war Shaw Teilnehmer am monatlichen Gut Check bei Impact. Obwohl seine Chancen fast ruiniert waren, nachdem er von Aces & Eights angegriffen wurde, bekam Shaw in der folgenden Woche eine zweite Chance und wurde in seinem Gut Check Match von Doug Williams besiegt. Shaw kehrte am 22. November zum Impact Wrestling zurück und besiegte seinen Gut Check-Sieger Alex Silva.
Bis zum Ende seiner Zeit bei TNA bekam er einige Matches und Titelkämpfe. Die Matches konnte er zum Teil gewinnen, einen Titel konnte er jedoch nie erringen. Am 21. Juni 2015 gab Shaw offiziell seinen Rücktritt aus dem Unternehmen bekannt.

### Free Agent (2015–2019)
Nach seiner Zeit bei TNA fing er wieder als Free Agent an und kehrte zu Vintage Wrestling zurück. Er bekam hier auch einige Chancen auf einen Titelkampf, jedoch konnte er keinen weiteren Titel gewinnen.

### World Wrestling Entertainment (seit 2019)
Am 11. Februar 2019 wurde bekannt gegeben, dass Shaw einen Vertrag mit WWE unterzeichnet hat und dass er sein Training im WWE Performance Center begonnen hat. Er gab sein Debüt bei einer Houseshow am 16. März und verlor gegen Fabian Aichner. Im selben Monat wurde angekündigt, dass Lumis an dem NXT Breakout Tournament Turnier teilnehmen würde. In der Folge von NXT vom 17. Juli verlor Lumis in der ersten Runde des Turniers gegen Bronson Reed. In der NXT-Folge vom 29. Juli besiegte Lumis Timothy Thatcher und Finn Bálor, um sich eine Chance auf den NXT North American Championship zu sichern. Dieses Match gewann er, jedoch erlitt er eine Verletzung, weshalb er das Match nicht bestreiten konnte. Nach seiner Rückkehr bestritt er vereinzelt Matches, welche er zum Teil gewann.
Bei NXT TakeOver: WarGames IV am 6. Dezember 2020 bestritt er ein Strap-Match gegen Cameron Grimes, dieses konnte er gewinnen. Am 29. April 2022 wurde er von der WWE entlassen.
Am 8. August 2022 kehrte er zur WWE zurück, indem er bei der Raw-Ausgabe auftrat und im Main Event zwischen AJ Styles und The Miz den Ring stürmen wollte.
Nachdem er ein Jahr kaum aktiv in den Übertragungen der WWE zu sehen war, kehrte er schließlich im August 2024 als Mitglied des neuen Stables Wyatt Sicks, dem Quasi-Nachfolger der Wyatt Family, zurück. In der SmackDown-Ausgabe vom 11. Juli 2025 gewann Lumis gemeinsam mit Joe Gacy die WWE Tag Team Championship, in dem sie die Street Profits besiegten. Beim SummerSlam 2025 Night 2 verteidigten Lumis & Gacy die Championship in einem 6-Pack Tag Team TLC Match.

## Titel und Auszeichnungen
- Full Throttle Pro Wrestling
  - FTPW Championship (1×)

- Ohio Valley Wrestling
  - OVW Southern Tag Team Championship (2×) mit Alex Silva

- Total Nonstop Action Wrestling
  - TNA Gut Check Winner

- Tried-N-True Pro
  - TNT Championship (1×)
  - TNT Championship Tournament (2017)

- United States Wrestling Alliance
  - USWA Championship (1×)

- Vintage Wrestling
  - Vintage Heavyweight Championship (3×)

- Pro Wrestling Illustrated
  - Nummer 199 der Top 500 Wrestler in der PWI 500 in 2013

- World Wrestling Entertainment
  - WWE Tag Team Championship (1×)[6]